# Порнчай Тонгбуран
Порнчай Тонгбуран (тай. พร ชัย ทอง บุราณ; нар. 1 липня 1974, Убонратчатхані) — таїландський боксер, призер Олімпійських ігор.

## Спортивна кар'єра
На Азійських іграх 1994 Порнчай Тонгбуран виграв бронзову медаль в першій напівсередній вазі, програвши в півфіналі майбутньому чемпіону Рейнальдо Галідо (Філіппіни).
На Кубку світу 1998 в першій середній вазі достроково програв в півфіналі українцю Олегу Кудінову і отримав бронзову медаль.

### Виступ на Олімпіаді 2000
- У 1/8 фіналу переміг Карой Балжаї (Угорщина) — 17-12
- У чвертьфіналі переміг Мухаммеда Хікал (Єгипет)  — 15-9
- У півфіналі програв Мар'яну Сіміону (Румунія) — 16-26